# Genioplastik

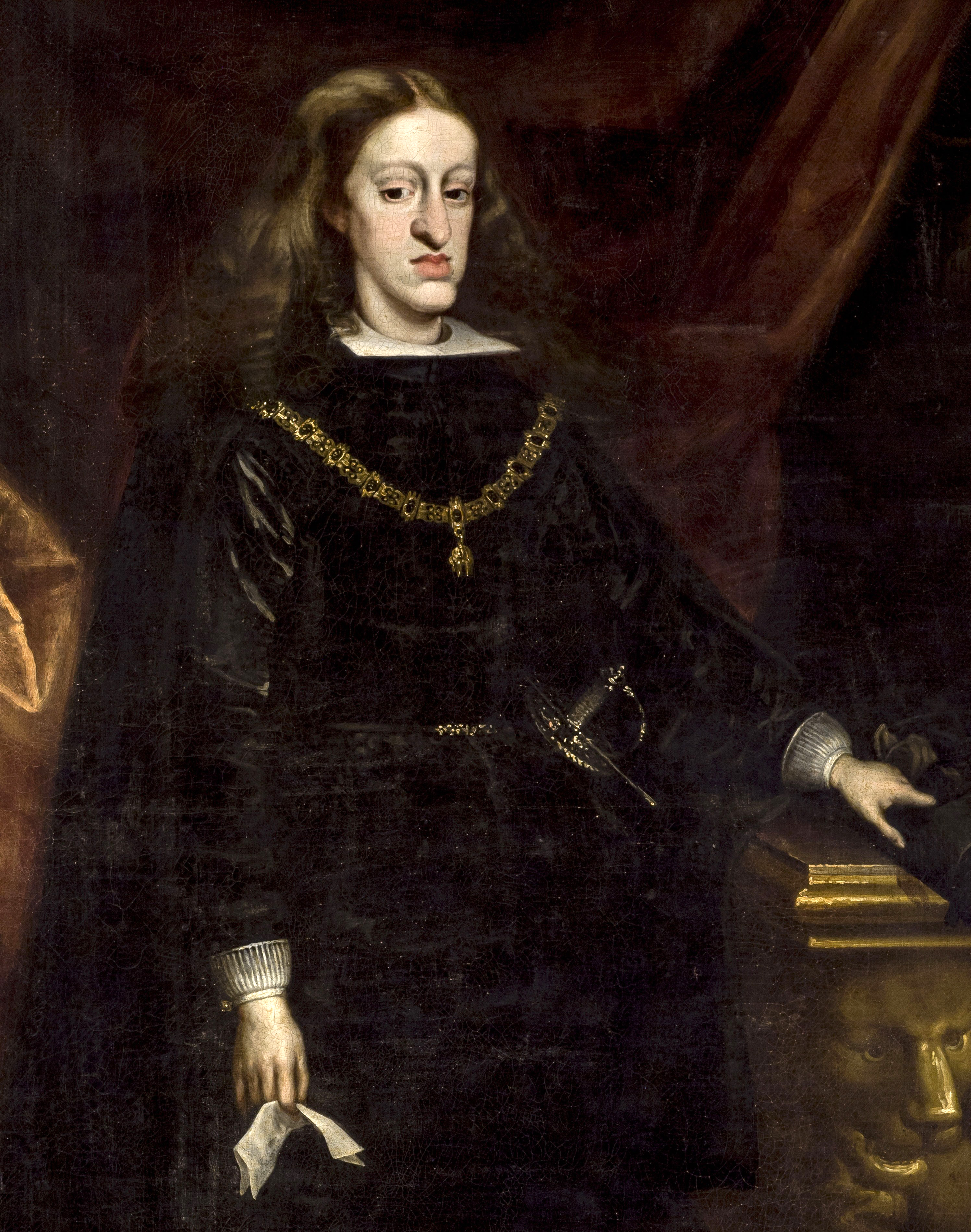
König Karl II. von Spanien hatte eine Progenie

Die Genioplastik oder Kinnplastik bezeichnet Techniken zur Beeinflussung und Veränderung des Kinns, beispielsweise bei einer Progenie, mandibulären Retrognathie oder Mikrogenie. Weit verbreitet ist die Verwendung von Implantaten aus unterschiedlichen Materialien (Silikon, Gore-Tex, Medpor etc.), welche über einen Schnitt im Mundvorhof eingebracht werden können. Diese Eingriffe sind technisch relativ einfach durchzuführen und führen zu voraussagbaren und reproduzierbaren guten Ergebnissen. Da es sich jedoch um Fremdmaterialien handelt, besteht immer die Gefahr, dass es zu Protheseninfekten kommen kann, welche die Entfernung des Implantates notwendig machen. Auch sind Fälle von Abstoßung, Kapselbildung, Verschiebung oder gar Knochenabbau beschrieben worden, die das zunächst gute Resultat im Verlauf negativ beeinflusst haben.

## Kinnaugmentation
Für eine Vergrößerung des Kinns (Kinnaugmentation) wird die Verwendung alloplastischer (körperfremder) Materialien bevorzugt. Diese Kunststoffe, wie z. B. Hartsilikon, Weichsilikon, Gore-Tex, Medpor, Polypropylen, Proplast und Hydroxylapatit werden entweder über einen äußeren Zugang mittels eines Schnittes unterhalb des Kinns oder durch einen intraoralen Zugang unterhalb der unteren Zahnreihe nahe dem Sulcus eingebracht.

## Verschiebeplastik
Wenn die Verwendung von Fremdmaterialien nicht in Frage kommt, besteht die Möglichkeit, durch eine Osteotomie (Knochenschnitt) die Kinnprominenz ebenfalls zu verschieben und zu modellieren. Die ursprüngliche Technik wurde von R. Trauner und H. Obwegeser beschrieben (vgl. Lit). Auch diese Technik wird häufig angewandt, insbesondere im Rahmen von Dysgnathie-Korrekturen. Die Nachteile des Fremdmaterials entfallen hier, da nur eigenes Gewebe verschoben wird.

## Planungssicherheit
In einer Studie über Langzeitergebnisse nach Genioplastik konnte gezeigt werden, dass eine Genioplastik mit Weichteilstielung, stabiler Fixierung durch Zugschrauben oder Miniplatten und Refixierung des Weichteilkinns im Ergebnis zu gut planbaren und sehr stabilen knöchernen Konturen führt, dass aber eine auf die Weichteile bezogene Planung – wenn überhaupt – nur mit großer Unsicherheit möglich ist.
Eine technisch etwas anspruchsvollere Weiterentwicklung der Genioplastik besteht in der sog. Chin Wing-Osteotomie.